# Cirrus VK-30
Le VK-30 est un avion de Cirrus Design, monomoteur à hélice, vendu en kit.
Son premier vol a eu lieu le 11 février 1988.
Il peut emporter jusqu'à 4 passagers. D'une longueur de 8 m, il a 12,20 m d'envergure. Le poids à vide est de 1 087 kg, le poids maximum est de 1 630 kg. Il peut atteindre une vitesse maximum de 405 km/h, et a un rayon d'action de 2 106 km.